# Universität für Musik und darstellende Kunst Graz

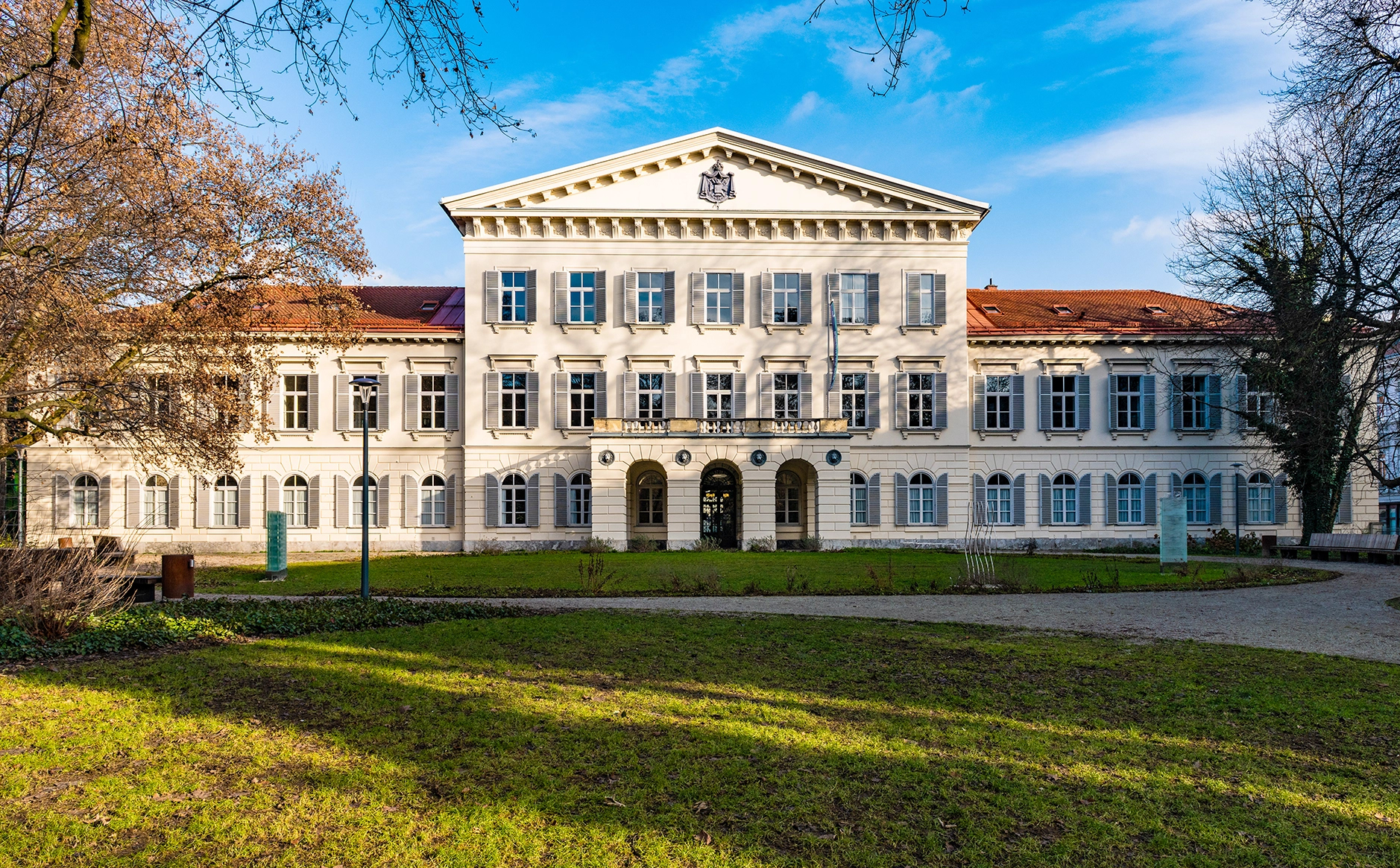
Palais Meran: Sitz von Universitätsleitung, Stabsstellen, Studiencenter und Veranstaltungszentrum sowie der Institute Musikästhetik, Alte Musik & Aufführungspraxis sowie Jazz- und Popularmusikforschung

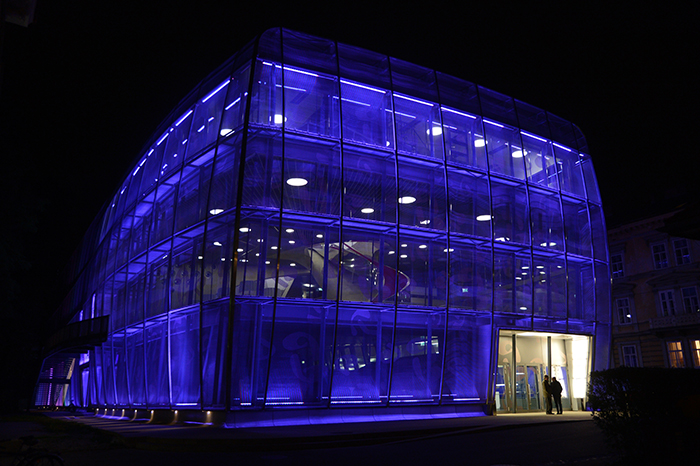
Veranstaltungsbeleuchtung des Hauses für Musik und Musiktheater (MUMUTH) der Universität

Logo KUG; Logo der Freunde der KUG

Die Universität für Musik und darstellende Kunst Graz, auch Kunstuniversität Graz (KUG), ist eine österreichische Universität. Sie geht auf die im Jahr 1816 gegründete Musikschule des Akademischen Musikvereins zurück und ist daher die älteste Musikuniversität Österreichs.

## Geschichte
1963 wurde das Konservatorium des Landes Steiermark zu einer staatlichen Einrichtung des Bundes aufgewertet – zur Akademie für Musik und darstellende Kunst in Graz. Ihr Präsident (1963–1971) war Erich Marckhl. Durch das Kunsthochschulorganisationsgesetz 1970 wurde die Akademie in die Hochschule für Musik und darstellende Kunst in Graz umgewandelt. Zu ihrem ersten Rektor wurde 1971 Friedrich Korcak gewählt.

Erste Version des neuen Logos

Ehemaliges Logo KUG

Bereits im Jahr 1982 wurde in Zusammenarbeit mit der Gesellschaft der Freunde der Hochschule für Musik und darstellende Kunst Graz ein Abonnementzyklus eingerichtet, welcher mittlerweile drei verschiedene Abos umfasst: das „Hauptabonnement“, das „abo@MUMUTH“ und das „Abo für junges Publikum“.
Seit dem Jahr 1983 hat die KUG (damals noch Hochschule) das Sponsionsrecht. 1986 wurde erstmals ein Doktoratsstudium angeboten. Am 21. Juni 1991 fand die erste feierliche Promotion statt.
Ihren derzeitigen Namen erhielt die KUG im Jahre 1998, als alle österreichischen Kunsthochschulen mit Inkrafttreten des Bundesgesetzes über die Organisation der Universitäten der Künste (KUOG ’98) in „Universitäten“ umbenannt wurden.
Im September 2009 wurden an der Kunstuniversität Graz eine wissenschaftliche und eine künstlerische Doktoratsschule gegründet. Mit ihrem Dr.artium-Programm war die KUG die erste Universität Österreichs (eigenen Aussagen zufolge die erste Institution im deutschsprachigen Raum), die eine künstlerische Promotion anbot. Die wissenschaftliche Doktoratsschule hingegen löste die bisherigen interuniversitären Doktoratsstudien der Philosophie bzw. der Naturwissenschaften ab. 2013 erfolgte der erste Abschluss eines künstlerischen Doktoratsstudiums an der KUG.
Im Wintersemester 2019/2020 waren an der KUG 1903 ordentliche Studierende (davon 1512 mit Hauptzulassung an der KUG und 391 in gemeinsam eingerichteten Studien mit Hauptzulassung an der Partnereinrichtung als „amtswegige Mitbelegung“) sowie 296 außerordentliche Studierende gemeldet. Der Frauenanteil lag bei 47 %. Der Anteil ausländischer Studierender lag bei 50 % (bezogen auf ordentliche Studierende mit Hauptzulassung an der KUG) bzw. knapp 52 % (unter Berücksichtigung von „amtswegiger Mitbelegung“ und außerordentlichen Studien, insbesondere den Angeboten zur Nachwuchsförderung bzw. für Kinder und Jugendliche).
Seit 1989 veranstaltet die KUG alle drei Jahre den Internationalen Kammermusikwettbewerb Franz Schubert und die Musik der Moderne.

## Leitung
- 1963–1971: Erich Marckhl (Gründungspräsident)
- 1971–1979: Friedrich Korcak (erster gewählter Rektor)[7]
- 1979–1987: Otto Kolleritsch
- 1987–1991: Sebastian Benda
- 1991–2007: Otto Kolleritsch
- 2007–2012: Georg Schulz
- 2013–2014: Robert Höldrich (geschäftsführender Vizerektor, interimistisch)
- 2014–2018: Elisabeth Freismuth
- 2018–2020: Eike Straub
- seit 1. März 2020: Georg Schulz[17][18]

Für Oktober 2018 war die Rückkehr von Georg Schulz als Rektor angekündigt. Aufgrund eines Einspruchs des Arbeitskreises für Gleichbehandlungsfragen wegen vermuteter Diskriminierung der während des Verfahrens noch amtierenden Rektorin Freismuth auf Grund des Geschlechts, des Alters und der Weltanschauung wurde stattdessen ab 1. Oktober 2018 ein Interimsrektorat unter Leitung des geschäftsführenden Vizerektors Eike Straub eingesetzt. Mit Beginn des Sommersemesters 2020 trat Georg Schulz erneut das Rektorsamt an.  Neben den Aufgaben als Rektor übernahm er auch den Bereich Kunst und Qualitätsmanagement.

## Campus
Das Palais Meran dient seit 1963 als Hauptgebäude der Kunstuniversität Graz und wird sowohl als Veranstaltungsort als auch durch mehrere Institute und Verwaltungseinheiten genutzt. Es wurde von 1841 bis 1843 von Georg Hauberisser dem Älteren im Stil des Spätklassizismus auf den Gründen eines ehemaligen Meierhofes errichtet und war Wohnpalais des steirischen Habsburgers Erzherzog Johann.
Das MUMUTH (Haus für Musik und Musiktheater) ist das Siegerprojekt eines internationalen Wettbewerbs, den der niederländische Architekt Ben van Berkel im Jahr 1998 gewann. Es wurde 2009 eröffnet und ist durch die Materialien Stahl, Beton und Glas in verschiedenen Kombinationen und Überlagerungen dominiert. Neben dem großen György-Ligeti-Saal, einem Konzertraum mit aufwendigem variablem Akustikkonzept, stehen ein Orchesterproberaum, eine Probebühne sowie weitere Studios, Werkstätten und Theater-Infrastruktur zur Verfügung. Die Architektur des MUMUTH wurde 2010 mit dem Fischer-von-Erlach-Preis und dem Urban Land Institute Award ausgezeichnet.
Zwischen 1988 und 1993 wurde nach Plänen des Wiener Architekten Klaus Musil der „Neubau“ errichtet. Er wird wegen seines Grundrisses auch „Klavier“ genannt. Im Obergeschoß sind Ensemble- und Seminarräume untergebracht, im ausgebauten Dachgeschoß 83 Einzelunterrichtsräume. Im Erdgeschoß befinden sich unter anderem die Kantine und die Aula. Im 1998 errichteten Nebengebäude finden sich die Bibliothek und das Archiv.
Im „Theater im Palais“ (T.i.P.) befindet sich das Institut Schauspiel und seine Probe- und Bühnenräume. Das durch den Hof vom eigentlichen Palais getrennte Gebäude diente ursprünglich als Wagenremise und Stallung. 2013/14 wurde das Gebäude nach den Plänen des Architekten Johannes Wohofsky saniert und um ein neues gläsernes Foyer erweitert, das den Blick auf die alte Fassade freigibt. Die vor die Fassade gelagerte Außenhülle aus goldfarbenem, gelochtem Aluminiumblech soll das Haus optisch gestalten und dient gleichzeitig als Sonnenschutz.
Die denkmalgeschützte „Reiterkaserne“ wurde in den 1840er-Jahren als Unterkunft für Reitersoldaten erbaut und hat rund 100 Jahre als Kaserne gedient. Das ab 2005 nach Plänen des Grazer Architekten Josef Hohensinn revitalisierte Gebäude umschließt einen Hof und wird zur Leonhardstraße durch einen neuen Baukörper ergänzt. Untergebracht sind seit 2007 Unterrichts- und Büroräume (insbesondere für das Institut für Musikpädagogik), Konzertsäle und die Werkstätten des Instituts Bühnengestaltung.
Im Palais Schwarzenberg, das aus dem 16. Jahrhundert stammt, sind auf zwei Etagen das Institut Kirchenmusik und Orgel und sein Zentrum für Orgelforschung untergebracht. Der historische Arkadenhof zählt zu den herausragenden Architekturschätzen der Grazer Altstadt. Die Institutsräume beherbergen Proberäume, ein Tonstudio und Büros sowie insgesamt neun analoge Orgeln unterschiedlicher Bauart, eine digitale E-Orgel sowie weitere verwandte Instrumente.

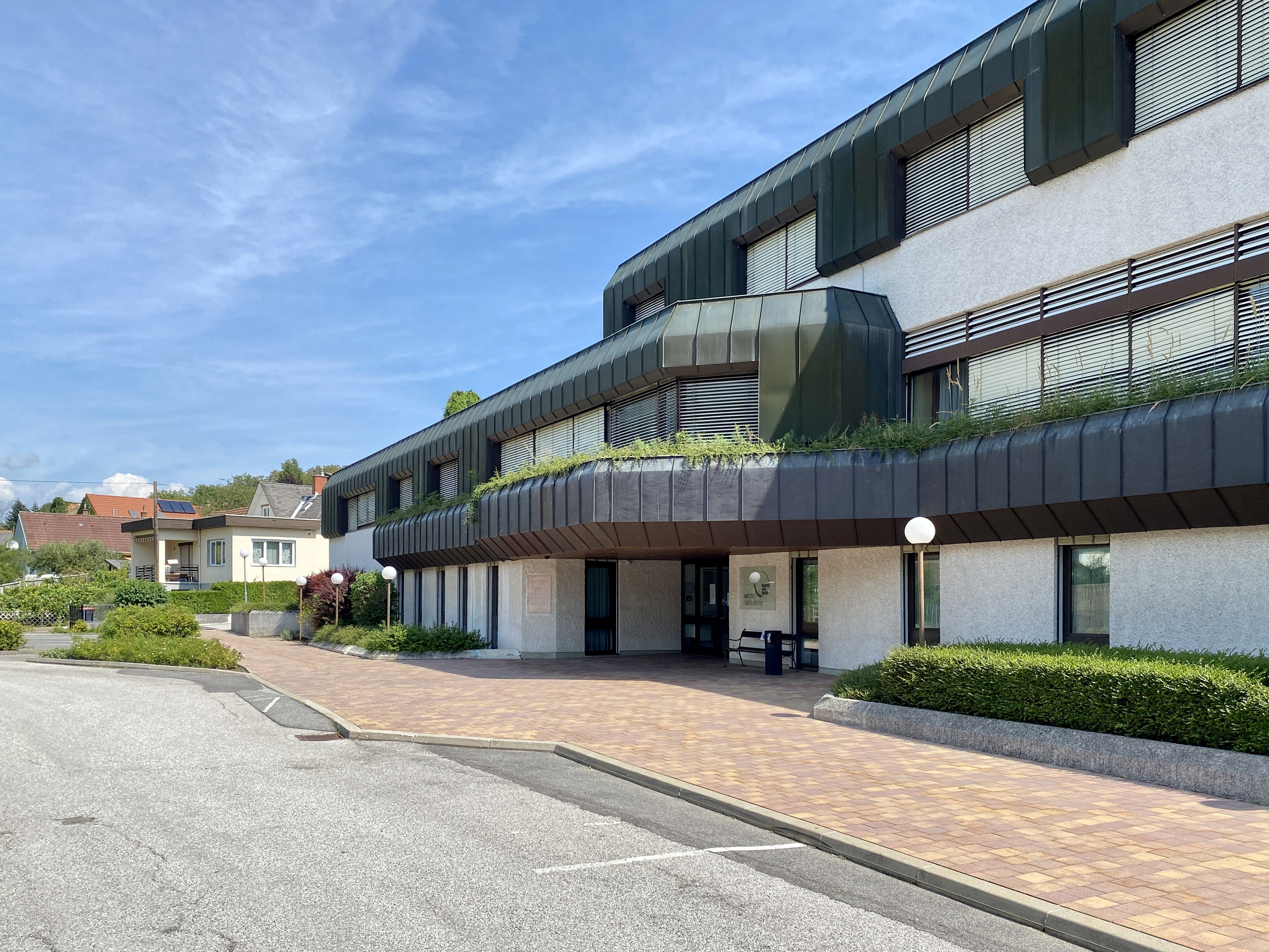
Institut Oberschützen

Weitere Standorte der KUG befinden sich in der Brandhofgasse 18, der Elisabethstraße 11, der Moserhofgasse 34 und 39–41, der Heinrichstraße 78, der Inffeldgasse 10 und 12, der Leonhardstraße 18 und 21, der Lichtenfelsgasse 21, der Maiffredygasse 12b, der Merangasse 38, der Mozartgasse 3 und der Petersgasse 116.  Außerdem gibt es eine Expositur in Oberschützen (Burgenland).

## Institute der Kunstuniversität
- Komposition, Musiktheorie, Musikgeschichte und Dirigieren
- Klavier
- Saiteninstrumente
- Blas- und Schlaginstrumente
- Musik in der Gesellschaft: Pädagogik – Vermittlung – Therapie
- Kirchenmusik und Orgel
- Gesang
- Jazz
- Schauspiel
- Musiktheater
- Bühnengestaltung
- Oberschützen
- Ethnomusikologie
- Musikästhetik
- Alte Musik und Aufführungspraxis
- Jazz- und Popularmusikforschung
- Elektronische Musik und Akustik (IEM)

## Studienrichtungen der Kunstuniversität
- Alte Musik
- Bühnengestaltung
- Chordirigier-Pädagogik
- Computermusik und Klangkunst
- Darstellende Kunst / Schauspiel
- Dirigieren
- Doktoratsstudium künstlerisch-wissenschaftlich (doctor artium)
- Doktoratsstudium wissenschaftlich (PhD)
- Elektrotechnik-Toningenieur (gemeinsam mit der Technischen Universität Graz)
- Gesang: Gesang, Konzertgesang, Musiktheater, Performance Practice in Contemporary Music (PPCM) - Vokal
- Instrumental(Gesangs)pädagogik: Klassik, Jazz und Volksmusik
- Instrumentalstudien: Klassik, Alte Musik, Performance Practice in Contemporary Music (PPCM)
- Jazz
- Katholische und Evangelische Kirchenmusik
- Komposition und Musiktheorie: Komposition, Komposition – Musiktheater, Musiktheorie
- Kompositions- und Musiktheoriepädagogik
- Lehramt: Instrumentalmusikerziehung, Musikerziehung,  Technische und Textile Gestaltung (im Lehramtsverbund Süd-Ost), Bildnerische Erziehung (im Lehramtsverbund Süd-Ost)
- Musikologie (gemeinsam mit der Karl-Franzens-Universität Graz)
- Musiktherapie
- Musik- und Theatervermittlung
- Performance Practice in Contemporary Music (PPCM)
- Sound Design (gemeinsam mit der Fachhochschule Joanneum)

Fast alle Studiengänge werden in der Bologna-Systematik angeboten, mit 3- oder 4-jährigen Bachelorstudien, 2-jährigen Masterstudien und 3-jährigen Doktoratsstudien. Ausnahmen sind Bühnengestaltung und Darstellende Kunst, beides 4-jährige Diplomstudien.

## Persönlichkeiten der Universität

### Ehrenmitglieder der Universität
- Joseph Marx (1882–1964), österreichischer Komponist (1963)
- Henri Gagnebin (1886–1977), Schweizer Komponist (1963)
- Johann Nepomuk David (1895–1977), österreichischer Komponist (1963)
- Karl Böhm (1894–1981), österreichischer Dirigent (1964)
- Frank Martin (1890–1974), Schweizer Komponist (1966)
- Zoltán Kodály (1882–1967), ungarischer Komponist (1966)
- Egon Wellesz (1885–1974), österreichisch-britischer Komponist (1968)
- Darius Milhaud (1892–1974), französischer Komponist (1968)
- Luigi Dallapiccola (1904–1975), italienischer Komponist (1969)
- Ernst Moravec (1894–1980), österreichischer Geiger (1969)
- Ernst Krenek (1900–1991), US-amerikanischer Komponist österreichischer Herkunft (1969)
- Alfred Brendel (1931–2025), österreichischer Pianist (1981)
- Andrés Segovia (1893–1987), spanischer Gitarrist (1985)
- Gundula Janowitz (* 1937), österreichische Sängerin (1986)
- Jenö Takacs (1902–2005), Pianist (1987)
- Christa Ludwig (1928–2021), deutsche Sängerin (1988)
- György Ligeti (1923–2006), ungarischer Komponist (1989)
- Nikolaus Harnoncourt (1929–2016), österreichischer Dirigent und Musikforscher (1995)
- Art Farmer (1928–1999), US-amerikanischer Jazztrompeter (1998)
- Hans Werner Henze (1926–2012), deutscher Komponist (1999)
- Josef „Joe“ Zawinul (1932–2007), österreichischer Jazzmusiker (2002)
- Otto Kolleritsch (1934–2023), Rector emeritus der Kunstuniversität Graz (2004)
- Sheila Jordan (1928–2025), US-amerikanische Jazzmusikerin (2015)[36]

### Ehrendoktorat
- 2019: Phil Collins, britischer Musiker[37]
- 2022: Peter Simonischek, österreichischer Schauspieler[38]
- 2023: Maryja Kalesnikawa[39]

### Ehemalige Studierende und Absolventen (Auswahl)
- Peter Simonischek (1946–2023), österreichischer Schauspieler
- Marjana Lipovšek (* 1946), slowenische Sängerin
- Franz Zebinger (* 1946), österreichischer Komponist, Cembalist und Organist
- Berndt Luef (* 1952), österreichischer Komponist und Jazzvibraphonist
- Wolfgang Böck (* 1953), österreichischer Schauspieler
- Gerhard Präsent (* 1957), österreichischer Komponist und Dirigent
- August Schmölzer (* 1958), österreichischer Schauspieler
- Fabio Luisi (* 1959), italienischer Dirigent
- Johannes „Tscho“ Theissing (* 1959), österreichischer Geiger und Komponist
- Martin Kušej (* 1961), österreichischer Regisseur
- Martin Zehetgruber (* 1961), österreichischer Bühnenbildner
- Michele Trenti (* 1961), italienischer Komponist und Dirigent
- Petra Morzé (* 1964), österreichische Schauspielerin
- Sigrid Präsent (* 1964), österreichische Geigerin
- Marion Mitterhammer (* 1965), österreichische Schauspielerin
- Richard Hein (* 1966), tschechisch-deutscher Dirigent
- Klaus T. Steindl (* 1966), österreichischer Regisseur und Drehbuchautor
- Anna Böttcher (* 1967), deutsche Schauspielerin
- Natalia Ushakova (* 1969), russisch-österreichische Opernsängerin
- Bernie Mallinger (* 1969), österreichischer Jazzgeiger
- Matthias Loibner (* 1969), österreichischer Komponist und Drehleierspieler
- Ulrich Drechsler (* 1969), deutscher Jazzsaxofonist und -klarinettist
- Norbert Trawöger (* 1971), österreichischer Flötist
- Nataša Mirković (* 1972), bosnische Sängerin und Schauspielerin
- Thomas Wander (* 1973), österreichischer Filmkomponist und Musikproduzent
- Andreas Großbauer (* 1974), österreichischer Geiger
- Andreas Kiendl (* 1975), österreichischer Schauspieler
- Nenad Vasilić (* 1975), österreichischer Jazzbassist und -komponist serbischer Herkunft
- Annette Dasch (* 1976), deutsche Opernsängerin
- Siegmar Brecher (* 1978), österreichischer Jazzsaxofonist
- Andrea Wenzl (* 1979), österreichische Schauspielerin
- Christoph Luser (* 1980), österreichischer Schauspieler
- Christian Bakanic (* 1980), österreichischer Akkordeonist
- Christoph Pepe Auer (* 1981), österreichischer Jazzsaxofonist
- Henriette Richter-Röhl (* 1982), deutsche Schauspielerin
- Elisabeth Breuer (* 1984), österreichische Sängerin
- Mirga Gražinytė-Tyla (* 1986), litauische Dirigentin
- Katharina Klar (* 1987), österreichische Schauspielerin
- Katia Ledoux (* 1990), französische Opernsängerin
- Patrick Hahn (* 1995), österreichischer Dirigent

### Professoren (Auswahl)
- Julian Argüelles (* 1966), Jazzsaxofonist
- Johannes Auersperg (1934–2019), Kontrabassist
- Erich Bachträgl (1944–2011), Jazzschlagzeuger und Komponist
- Ulf Bästlein (* 1959), Sänger
- Franck Bedrossian (* 1971), Komponist
- Ida Bieler (* 1950), Geigerin
- Andreas Böhlen (* 1983), Blockflötist und Saxophonist
- Luis Bonilla (* um 1965), Jazzposaunist
- Dena DeRose (* 1966), Jazzsängerin
- André Doehring (* 1973), Musikwissenschaftler (Jazz- und Popularmusik)
- Andreas Dorschel (* 1962), Philosoph
- Julius Drake (* 1959), Liedbegleiter
- Iván Eröd (1936–2019), Komponist
- Holger Falk (* ca. 1972), Sänger
- Gerald Fromme (1947–2017), Schlagwerker und Pauker
- Beat Furrer (* 1954), Komponist
- Clemens Gadenstätter (* 1966), Komponist
- Karl Haidmayer (1927–2021), Komponist und Pianist
- Milan Horvat (1919–2014), Dirigent
- Robert Höldrich, Komponist und Forscher (Elektrotechnik)
- Klaus Hubmann (* 1959), Musikwissenschaftler und Fagottist
- Manfred Josel (1944–2025), Jazzschlagzeuger
- Erich Kleinschuster (1930–2018), Jazzposaunist und Komponist
- Gerd Kühr (* 1952), Komponist
- Boris Kuschnir (* 1948), Geiger
- Bernhard Lang (* 1957), Komponist
- Klaus Lang (* 1971), Komponist
- Karlheinz Miklin (1946–2019), Jazzsaxofonist und Komponist
- Clemens Nachtmann (* 1965), Komponist
- Marc Piollet (* 1962), Dirigent
- Friedl Pöltinger (1919–1997), Opernsängerin, ab 1962 Gesangs-Professorin
- Olaf Polziehn (* 1970), Jazzpianist
- Amy Power (* 1980), Oboistin
- Franz Karl Praßl (* 1954), Theologe, Kirchenmusiker und Komponist
- Gerald Preinfalk (* 1971), Saxofonist
- Johannes Prinz (* 1958), Chordirigent
- Morten Ramsbøl (* 1970), Jazzkontrabassist
- Peter Revers (* 1954), Musikwissenschaftler
- Franz Karl Praßl (* 1954), Theologe, Dirigent
- Hermann Markus Preßl (1939–1994), Komponist
- Gunther Rost (* 1974), Organist
- Markus Schirmer (* 1963), Pianist
- Susanne Scholz, Geigerin (historische Violinen-Instrumente)
- Heiko Senst (* 1968), Schauspieler
- Werner Strenger (* 1969), Schauspieler
- Olivier Tambosi (* 1963), Musiktheaterregisseur
- Peter Verhoyen, Piccoloflötist
- Wolfgang Wengenroth, Dirigent